# Прва мушка савезна лига Југославије у рукомету
Прва мушка савезна лига Југославије је била највиша рукометна лига у ФНР/СФР Југославији.

## Историја
До 1952. године у Југославији се играо само велики рукомет. Од те године почео је нагло да се шири мали рукомет и брзо се уврстио међу најмасовније спортове у Југославији. Популарност је била нарочито велика у школама. Број екипа великог рукомета, прво оних женских, а касније и мушких нагло се смањивао у корист малог рукомета.
Првенство у великом рукомету се играло од 1948. године, а последње првенство за мушкарце одиграно је 1958. године. Пошто су се угасили скоро сви клубови великог рукомета у земљи, прешло се на играње малог рукомета, који ускоро мења име у рукомет.
Прво првенство Југославије у малом рукомету (јер се тада још увек играо велики рукомет) одржано је 1953. по једноструком лига систему (свако са сваким по једну утакмицу) као турнир у Вировитици, а први првак била је Првомајска из Загреба. Првенства Југославије су све до 1957. играна по принципу турнира. Од сезоне 1957/58. формирана је Прва савезна лига која се играла по двоструком лига систему (свако са сваким две утакмице; једну код куће, другу у гостима).

## Прваци
| Сезона             | Првак                       | Другопласирани        | Трећепласирани        |
| ------------------ | --------------------------- | --------------------- | --------------------- |
| 1953. (Вировитица) | Првомајска Загреб (1)       | Локомотива Вировитица | Динамо Панчево        |
| 1954. (Загреб)     | Првомајска Загреб (2)       | Загреб                | Босна Сарајево        |
| 1955. (Београд)    | Црвена звезда Београд (1)   | Млада Босна Сарајево  | [ 1 ]                 |
| 1956. (Сарајево)   | Црвена звезда Београд (2)   | Млада Босна Сарајево  | Работнички Скопље     |
| 1957. (Сарајево)   | Загреб (1)                  | Младост Загреб        | Млада Босна Сарајево  |
| 1957/58.           | Партизан Бјеловар (1)       | Црвена звезда Београд | Загреб                |
| 1958/59.           | Борац Бања Лука (1)         | Партизан Бјеловар     | Млада Босна Сарајево  |
| 1959/60.           | Борац Бања Лука (2)         | Партизан Бјеловар     | Црвена звезда Београд |
| 1960/61.           | Партизан Бјеловар (2)       | Млада Босна Сарајево  | Борац Бања Лука       |
| 1961/62.           | Загреб (2)                  | Борац Бања Лука       | Динамо Панчево        |
| 1962/63.           | Загреб (3)                  | Партизан Бјеловар     | Првомајска Загреб     |
| 1963/64.           | Медвешчак Загреб (3)        | Партизан Бјеловар     | Загреб                |
| 1964/65.           | Загреб (4)                  | Медвешчак Загреб      | Партизан Бјеловар     |
| 1965/66.           | Медвешчак Загреб (4)        | Загреб                | Партизан Бјеловар     |
| 1966/67.           | Партизан Бјеловар (3)       | Медвешчак Загреб      | Динамо Панчево        |
| 1967/68.           | Партизан Бјеловар (4)       | Црвенка               | Динамо Панчево        |
| 1968/69.           | Црвенка (1)                 | Борац Бања Лука       | Партизан Бјеловар     |
| 1969/70.           | Партизан Бјеловар (5)       | Динамо Панчево        | Криваја Завидовићи    |
| 1970/71.           | Партизан Бјеловар (6)       | Криваја Завидовићи    | Борац Бања Лука       |
| 1971/72.           | Партизан Бјеловар (7)       | Криваја Завидовићи    | Борац Бања Лука       |
| 1972/73.           | Борац Бања Лука (3)         | Црвенка               | Криваја Завидовићи    |
| 1973/74.           | Борац Бања Лука (4)         | Криваја Завидовићи    | Партизан Бјеловар     |
| 1974/75.           | Борац Бања Лука (5)         | Жељезничар Сарајево   | Партизан Бјеловар     |
| 1975/76.           | Борац Бања Лука (6)         | Партизан Бјеловар     | Жељезничар Сарајево   |
| 1976/77.           | Партизан Бјеловар (8)       | Криваја Завидовићи    | Црвенка               |
| 1977/78.           | Жељезничар Сарајево (1)     | Партизан Бјеловар     | Криваја Завидовићи    |
| 1978/79.           | Партизан Бјеловар (9)       | Црвенка               | Жељезничар Сарајево   |
| 1979/80.           | Слован Колинска Љубљана (1) | Жељезничар Сарајево   | Црвена звезда Београд |
| 1980/81.           | Борац Бања Лука (7)         | Жељезничар Сарајево   | Медвешчак Загреб      |
| 1981/82.           | Металопластика Шабац (1)    | Динамо Панчево        | Слога Добој           |
| 1982/83.           | Металопластика Шабац (2)    | Црвена звезда Београд | Железничар Ниш        |
| 1983/84.           | Металопластика Шабац (3)    | Пролетер Зрењанин     | Партизан Бјеловар     |
| 1984/85.           | Металопластика Шабац (4)    | Борац Бања Лука       | Железничар Ниш        |
| 1985/86.           | Металопластика Шабац (5)    | Црвена звезда Београд | Пелистер Битољ        |
| 1986/87.           | Металопластика Шабац (6)    | Пелистер Битољ        | Медвешчак Загреб      |
| 1987/88.           | Металопластика Шабац (7)    | Пелистер Битољ        | Медвешчак Загреб      |
| 1988/89.           | Загреб (5)                  | Пролетер Зрењанин     | Металопластика Шабац  |
| 1989/90.           | Пролетер Зрењанин (1)       | Борац Бања Лука       | Загреб                |
| 1990/91.           | Загреб (6)                  | Пролетер Зрењанин     | Црвена звезда Београд |

### Успешност клубова
| Пласман | Екипа                             | Првак                                                                              | Другопласирани                                          |
| ------- | --------------------------------- | ---------------------------------------------------------------------------------- | ------------------------------------------------------- |
| 1       | Партизан Бјеловар                 | 9 1957/58, 1960/61, 1966/67, 1967/68, 1969/70, 1970/71, 1971/72, 1976/77, 1978/79. | 6 1958/59, 1959/60, 1962/63, 1963/64, 1975/76, 1977/78. |
| 2       | Борац Бања Лука                   | 7 1958/59, 1959/60, 1972/73, 1973/74, 1974/75, 1975/76, 1980/81.                   | 4 1961/62, 1968/69, 1984/85, 1989/90.                   |
| 3       | Металопластика Шабац              | 7 1981/82, 1982/83, 1983/84, 1984/85, 1985/86, 1986/87, 1987/88.                   |                                                         |
| 4       | Загреб                            | 6 1957, 1961/62, 1962/63, 1964/65, 1988/89, 1990/91.                               | 2 1954, 1965/66.                                        |
| 5       | Првомајска / Медвешчак Загреб     | 4 1953, 1954, 1963/64, 1965/66.                                                    | 2 1964/65, 1966/67.                                     |
| 6       | Црвена звезда Београд             | 2 1955, 1956.                                                                      | 3 1957/58, 1982/83, 1985/86.                            |
| 7       | Млада Босна / Жељезничар Сарајево | 1 1977/78.                                                                         | 6 1955, 1956, 1960/61, 1974/75, 1979/80, 1980/81.       |
| 8       | Пролетер Зрењанин                 | 1 1989/90.                                                                         | 3 1983/84, 1988/89, 1990/91.                            |
| 9       | Црвенка                           | 1 1968/69.                                                                         | 3 1967/68, 1972/73, 1978/79.                            |
| 10      | Слован Колинска Љубљана           | 1 1979/80.                                                                         |                                                         |
| 11      | Криваја Завидовићи                |                                                                                    | 4 1970/71, 1971/72, 1973/74, 1976/77.                   |
| 12      | Динамо Панчево                    |                                                                                    | 2 1969/70, 1981/82.                                     |
| 13      | Пелистер Битољ                    |                                                                                    | 2 1986/87, 1987/88.                                     |
| 14      | Младост Загреб                    |                                                                                    | 1 1957.                                                 |
| 15      | Локомотива Вировитица             |                                                                                    | 1 1953.                                                 |